# Пэрриш, Джеральдин
Джеральдин Браун Пэрриш (англ.  Geraldine Brown Parrish) — американская преступница, создатель и руководитель организованной преступной группы, члены которой по ее приказу в период с мая 1985 года по 1988 год совершили ряд жестоких убийств в городе Балтимор, штат Мэриленд исходя из корыстных мотивов. У Пэрриш преобладала тяжелая совокупность социально-психологических свойств и качеств, в связи с чем жертвами ее преступлений стали ее родственники и близкие друзья.

## Биография
О ранней жизни Джеральдин Пэрриш известно очень мало. Известно что Джеральдин родилась на территории штата Северная Каролина в сельской местности. Имела несколько братьев и сестёр, по причине чего детство и юность девушки прошло в социально-неблагополучной обстановке. В юности Пэрриш начала посещать один из приходов Римско-католической церкви, где познакомилась с основами католичества. Позже девушка увлеклась религиями народов Центральной и Западной Африкии начал изучать такие религии как Сантерия и Вуду. В дальнейшие годы Джеральдин больше углубилась в изучение религиозных аспектов и ритуалов, со временем стала практиковать ритуалы. Начиная с 1970-х Джеральдин Пэрриш позиционировала себя как представителя духовенства. В дальнейшем доказательства о профессиональной религиозной деятельности как и о рукоположении Пэрриш в какой-нибудь религии оказались неподтвержденными и ее сан священнослужителя был объявлен самопровозглашенным.

## Серия убийств
В конце 1970-х у Пэрриш появились признаки комплекса превосходства и она стала демонстрировать девиантное поведение по отношению к своим родственникам и друзьям. В начале 1980-х Джеральдин разработала план по обогащению путем получения страховых выплат по договору медицинского страхования. Для этой цели Пэрриш убеждала родственников, друзей и знакомых составить страховой полис, делающий ее в случае их смерти единственным бенифициаром. С целью получить материальную выгоду, Пэрриш в середине 1980-х спланировала несколько заказных убийств. Первой жертвой стал 46-летний Фрэнк Ли Росс, друг сестры Пэрриш, который был застрелен 12 ноября 1985 года. Это убийство совершил 20-летний Эдвин Бернардо Гордон, которому Пэрриш заплатила за совершение убийства более 2000 долларов. 6 октября 1986 года был убит Альберт Робинсон, в его убийстве принимали участие брат Пэрриш - Рональд Браун и один из приятелей по имени Лайонел Робинсон, 6 марта 1987 года была убита 65-летняя Хелен Райт, домработница Джеральдин Пэрриш. После смерти Райт Пэрриш получила более 10000 долларов страховых выплат и чеки социального обеспечения, которые были предназначены убитой. Это убийство также совершил Гордон, получивший вознаграждение размером в 2000 долларов. 6 месяцев спустя Пэрриш организовала план убийства своей племянницы 29-летней Долли Браун, для которой Джеральдин была бенифициаром страхового полиса на сумму более 10000 долларов. 19 сентября 1987 года Эдвин Гордон совершил нападение на девушку и ее мужа 37-летнего Рональда Митченера, в ходе которого был застрелен Митченер. Долли Браун выжила, но впоследствии пережила еще две попытки убийства

## Арест
После неудачной попытки убийства Долли Браун в мае 1988 года, Эдвин Гордон был вскоре арестован и начал сотрудничать со следствием. Гордон дал признательные показания против Пэрриш, на основании чего летом 1988 года она была арестована. Гордону было предъявлено обвинение в 3 убийствах, в 4 случаях посягательства на жизнь человека и обвинение в заговоре с целью убийства. Джеральдин Пэрриш было предъявлено обвинение в заговоре с целью убийства и обвинение в найме человека с целью совершения преступления. Впоследствии Пэрриш подозревалась в совершении еще нескольких убийств, после того как выяснилось что 77-летний Рэйфилд Джиллиард умер в феврале 1988 года, через 15 дней после женитьбы на ней, оставив ей после смерти дом, деньги и социальное пособие в размере 440 долларов в месяц. В свидетельстве о смерти говорилос, что Гиллиард умер от сердечно-сосудистых заболеваний, но в его истории болезней отсутствовали записи о том, что он когда-либо имел проблемы с сердцем.

## Суд
Суд над Джеральдин Пэрриш начался в начале 1989 года. Во время процесса Пэрриш симулировала сумасшествие, но по результатам судебно-психиатрического освидетельствования она была признана вменяемой. В мае она и Эдвин Гордон признали себя виновными в организации и совершении  четырех убийств с ноября 1985 года по май 1988 года, с целью получения  страховых выплат на сумму 39 000 долларов. Также они были признаны виновными в посягательстве на жизнь еще троих человек. После вынесения обвинительного вердикта Джеральдин Пэрриш получила в качестве наказания 8 сроков в виде пожизненного лишения свободы без права на условно-досрочное освобождение. Ее сообщник Эдвин Гордон также был приговорен к нескольким срокам в виде пожизненного лишения свободы.

## Смерть
После осуждения Джеральдин Пэрриш была этапирована для отбытия наказания в тюрьму «Maryland Correctional Institution for Women», где будучи в заключении умерла 1 января 2004 года